# Ligue des champions féminine de l'EHF 2004-2005
Navigation
Ligue des champions 2003-2004 Ligue des champions 2005-2006
La Ligue des champions 2004-2005 est la 45e édition de la Ligue des champions, compétition de handball qui met aux prises les meilleures équipes européennes.

## Résultats

### Premier tour
| Dates | Dates  | Équipe 1              | Équipe 2            | Résultat | Résultat | Résultat |
| Aller | Retour | Équipe 1              | Équipe 2            | Aller    | Retour   | Total    |
| ----- | ------ | --------------------- | ------------------- | -------- | -------- | -------- |
| 11/9  | 12/9   | Silcotub Zalău        | Eglė Vilnius        | 34-21    | 31-22    | 65–43    |
| 11/9  | 18/9   | HK Slovan Duslo Šaľa  | Lokomotiva Zagreb   | 23-18    | 21-25    | 44–43    |
| 11/9  | 18/9   | Anagennisi Arta       | Madeira Andebol SAD | 32-30    | 27-29    | 59–59    |
| 11/9  | 12/9   | HC Motor Zaporijjia   | ZMC Amicitia Zurich | 25-19    | 27-18    | 52–37    |
| 11/9  | 18/9   | Zeeman Vastgoed SEW   | Francfort HC        | 20-40    | 22-29    | 42–69    |
| 11/9  | 18/9   | Handball Salerno (it) | HB Metz Métropole   | 15-32    | 11-31    | 26–63    |

Les clubs vaincus participent au 2e tour de la Coupe de l'EHF.

### Deuxième tour
| Dates | Dates  | Équipe 1              | Équipe 2              | Résultat | Résultat | Résultat |
| Aller | Retour | Équipe 1              | Équipe 2              | Aller    | Retour   | Total    |
| ----- | ------ | --------------------- | --------------------- | -------- | -------- | -------- |
| 9/10  | 16/10  | HC Dinamo Volgograd   | Francfort HC          | 30-27    | 31-22    | 61–49    |
| 10/10 | 16/10  | Tertnes IL            | HK Slovan Duslo Šaľa  | 32-20    | 23-28    | 55–48    |
| 9/10  | 17/10  | HC Motor Zaporijjia   | Győri ETO KC          | 31-28    | 27-29    | 58–57    |
| 8/10  | 10/10  | Silcotub Zalău        | CBM Astroc Sagunto    | 21-28    | 25-28    | 46–56    |
| 9/10  | 16/10  | HB Metz Métropole     | RK DIN Nis            | 24-20    | 20-28    | 44–48    |
| 10/10 | 15/10  | Nata AZS-AWFiS Gdansk | Hypo Niederösterreich | 28-38    | 29-33    | 57–71    |
| 9/10  | 17/10  | Ikast Bording EH      | Madeira Andebol SAD   | 38-18    | 29-20    | 67–37    |

Les clubs vaincus participent au 3e tour de la Coupe de l'EHF.

### Phase de groupes
Les 16 équipes qualifiées sont réparties en 4 poules de 4 équipes.

#### Groupe A
| Date | Match                                  | Score |
| ---- | -------------------------------------- | ----- |
| 8/1  | Astroc Sagunto – Budućnost Podgorica   | 33-28 |
| 9/1  | Ikast-Bording EH – Dunaferr NK         | 28-27 |
| 15/1 | Dunaferr NK – CBM Astroc Sagunto       | 35-28 |
| 16/1 | Budućnost Podgorica – Ikast-Bording EH | 22-27 |
| 23/1 | Ikast-Bording EH – CBM Astroc Sagunto  | 32-27 |
| 29/1 | CBM Astroc Sagunto – Dunaferr NK       | 26-33 |
| 30/1 | Ikast-Bording EH – Budućnost Podgorica | 32-25 |
| 6/2  | Budućnost Podgorica – Dunaferr NK      | 16-18 |
| 12/2 | Dunaferr NK – Ikast-Bording EH         | 25-25 |
| 13/2 | Budućnost Podgorica – Astroc Sagunto   | 32-28 |
| 19/2 | CBM Astroc Sagunto – Ikast-Bording EH  | 37-30 |
| 19/2 | Dunaferr NK – Budućnost Podgorica      | 27-18 |

| Équipe              | MJ | Buts    | Point |
| ------------------- | -- | ------- | ----- |
| Ikast-Bording EH    | 6  | 174-163 | 9     |
| Dunaferr NK         | 6  | 165-141 | 9     |
| CBM Astroc Sagunto  | 6  | 179-190 | 4     |
| Budućnost Podgorica | 6  | 141-165 | 2     |

#### Groupe B
| Date | Match                                   | Score |
| ---- | --------------------------------------- | ----- |
| 7/1  | Hypo NÖ – Viborg HK                     | 29-28 |
| 8/1  | Dinamo Volgograd – Nordstrand 2000      | 28-22 |
| 15/1 | Viborg HK – Dinamo AQUA Volgograd       | 38-29 |
| 15/1 | Nordstrand 2000 – Hypo Niederösterreich | 22-31 |
| 21/1 | Hypo NÖ – Dinamo Volgograd              | 31-25 |
| 22/1 | Nordstrand 2000 – Viborg HK             | 14-29 |
| 28/1 | Hypo NÖ – Nordstrand 2000               | 37-25 |
| 30/1 | Dinamo Volgograd – Viborg HK            | 29-27 |
| 12/2 | Viborg HK – Hypo Niederösterreich       | 27-23 |
| 12/2 | Nordstrand 2000 – Dinamo Volgograd      | 19-23 |
| 19/2 | Viborg HK – Nordstrand 2000             | 24-17 |
| 20/2 | Dinamo Volgograd – Hypo NÖ              | 30-23 |

| Équipe                | MJ | Buts    | Point |
| --------------------- | -- | ------- | ----- |
| Viborg HK             | 6  | 173-141 | 8     |
| Hypo Niederösterreich | 6  | 174-157 | 8     |
| HC Dinamo Volgograd   | 6  | 164-160 | 8     |
| Nordstrand 2000       | 6  | 119-172 | 0     |

#### Groupe C
| Date | Match                                   | Score |
| ---- | --------------------------------------- | ----- |
| 9/1  | HC Motor Zaporijjia – Kometal GP        | 20-22 |
| 9/1  | HC Lada Togliatti – Slagelse FH         | 24-25 |
| 15/1 | Kometal GP – HC Lada Togliatti          | 27-25 |
| 16/1 | Slagelse FH – HC Motor Zaporijjia       | 27-22 |
| 22/1 | HC Lada Togliatti – HC Motor Zaporijjia | 26-21 |
| 22/1 | Kometal GP – Slagelse FH                | 20-12 |
| 29/1 | HC Lada Togliatti – Kometal GP          | 24-23 |
| 30/1 | HC Motor Zaporijjia – Slagelse FH       | 19-30 |
| 12/2 | Kometal GP – HC Motor Zaporijjia        | 32-20 |
| 13/2 | Slagelse FH – HC Lada Togliatti         | 33-27 |
| 20/2 | HC Motor Zaporijjia – HC Lada Togliatti | 30-22 |
| 20/2 | Slagelse FH – Kometal GP                | 26-22 |

| Équipe              | MJ | Buts    | Point |
| ------------------- | -- | ------- | ----- |
| Slagelse FH         | 6  | 153-134 | 10    |
| Kometal GP Skopje   | 6  | 146-127 | 8     |
| HC Lada Togliatti   | 6  | 148-159 | 4     |
| HC Motor Zaporijjia | 6  | 132-159 | 2     |

#### Groupe D
| Date | Match                                 | Score |
| ---- | ------------------------------------- | ----- |
| 8/1  | Tertnes IL – Orsan Elda Prestigio     | 25-33 |
| 8/1  | RK DIN Nis – Krim Ljubljana           | 23-24 |
| 15/1 | Orsan Elda Prestigio – RK DIN Nis     | 26-18 |
| 15/1 | Krim Ljubljana – Tertnes IL           | 32-18 |
| 22/1 | Orsan Elda Prestigio – Krim Ljubljana | 25-30 |
| 22/1 | RK DIN Nis – Tertnes IL               | 24-25 |
| 29/1 | Tertnes IL – Krim Ljubljana           | 22-24 |
| 29/1 | RK DIN Nis – Orsan Elda Prestigio     | 27-27 |
| 12/2 | Orsan Elda Prestigio – Tertnes IL     | 28-28 |
| 12/2 | Krim Ljubljana – RK DIN Nis           | 40-30 |
| 19/2 | Tertnes IL – RK DIN Nis               | 31-25 |
| 19/2 | Krim Ljubljana – Orsan Elda Prestigio | 28-22 |

| Équipe               | MJ | Buts    | Point |
| -------------------- | -- | ------- | ----- |
| Krim Ljubljana       | 6  | 178-140 | 12    |
| Orsan Elda Prestigio | 6  | 161-156 | 6     |
| Tertnes IL           | 6  | 149-166 | 5     |
| RK DIN Niš           | 6  | 147-173 | 1     |

### Phase finale
|  | Quarts de finale      | Quarts de finale      | Quarts de finale  | Quarts de finale  |                       |                       | Demi-finales | Demi-finales | Demi-finales | Demi-finales |  |  | Finale | Finale | Finale | Finale |
|  |                       |                       |                   |                   |                       |                       |              |              |              |              |  |  |        |        |        |        |
|  |                       |                       |                   |                   |                       |                       |              |              |              |              |  |  |        |        |        |        |
|  |                       |                       |                   |                   |                       |                       |              |              |              |              |  |  |        |        |        |        |
|  | Dunaferr NK           | Dunaferr NK           | 27                | 31                |                       |                       |              |              |              |              |  |  |        |        |        |        |
|  | Dunaferr NK           | Dunaferr NK           | 27                | 31                |                       |                       |              |              |              |              |  |  |        |        |        |        |
|  | Viborg HK             | Viborg HK             | 26                | 30                |                       |                       |              |              |              |              |  |  |        |        |        |        |
|  | Viborg HK             | Viborg HK             | 26                | 30                | Dunaferr NK           | Dunaferr NK           | 25           | 17           |              |              |  |  |        |        |        |        |
|  |                       |                       |                   |                   | Dunaferr NK           | Dunaferr NK           | 25           | 17           |              |              |  |  |        |        |        |        |
|  |                       |                       | Slagelse FH       | Slagelse FH       | 28                    | 21                    |              |              |              |              |  |  |        |        |        |        |
|  | Orsan Elda Prestigio  | Orsan Elda Prestigio  | Slagelse FH       | Slagelse FH       | 28                    | 21                    | 31           | 21           |              |              |  |  |        |        |        |        |
|  | Orsan Elda Prestigio  | Orsan Elda Prestigio  |                   |                   |                       |                       |              | 21           |              |              |  |  |        |        |        |        |
|  | Slagelse FH           | Slagelse FH           | 34                | 28                |                       |                       |              |              |              |              |  |  |        |        |        |        |
|  | Slagelse FH           | Slagelse FH           | 34                | 28                | Slagelse FH           | Slagelse FH           | 27           | 27           |              |              |  |  |        |        |        |        |
|  |                       |                       |                   |                   | Slagelse FH           | Slagelse FH           | 27           | 27           |              |              |  |  |        |        |        |        |
|  |                       |                       | Kometal GP Skopje | Kometal GP Skopje | 23                    | 20                    |              |              |              |              |  |  |        |        |        |        |
|  | Hypo Niederösterreich | Hypo Niederösterreich | Kometal GP Skopje | Kometal GP Skopje | 23                    | 20                    | 32           | 31           |              |              |  |  |        |        |        |        |
|  | Hypo Niederösterreich | Hypo Niederösterreich |                   |                   |                       |                       |              |              |              |              |  |  |        |        |        |        |
|  | Ikast Bording EH      | Ikast Bording EH      | 27                | 32                |                       |                       |              |              |              |              |  |  |        |        |        |        |
|  | Ikast Bording EH      | Ikast Bording EH      | 27                | 32                | Hypo Niederösterreich | Hypo Niederösterreich | 32           | 18           |              |              |  |  |        |        |        |        |
|  |                       |                       |                   |                   | Hypo Niederösterreich | Hypo Niederösterreich | 32           | 18           |              |              |  |  |        |        |        |        |
|  |                       |                       | Kometal GP Skopje | Kometal GP Skopje | 30                    | 22                    |              |              |              |              |  |  |        |        |        |        |
|  | Kometal GP Skopje     | Kometal GP Skopje     | Kometal GP Skopje | Kometal GP Skopje | 30                    | 22                    | 24           | 21           |              |              |  |  |        |        |        |        |
|  | Kometal GP Skopje     | Kometal GP Skopje     |                   |                   |                       |                       |              | 21           |              |              |  |  |        |        |        |        |
|  | Krim Ljubljana        | Krim Ljubljana        | 21                | 23                |                       |                       |              |              |              |              |  |  |        |        |        |        |
|  | Krim Ljubljana        | Krim Ljubljana        | 21                | 23                |                       |                       |              |              |              |              |  |  |        |        |        |        |
|  |                       |                       |                   |                   |                       |                       |              |              |              |              |  |  |        |        |        |        |

## Vainqueur et effectif
| Champion d'Europe - Ligue des Champions 2005-2006 Slagelse FH 2e titre |

Effectif des vainqueurs :
- Carmen Amariei
- Andrijana Budimir
- Ausra Fridrikas
- Rikke Hørlykke
- Kamilla Kristensen
- Cecilie Leganger
- Anne Loft
- Mette Blak Melgaard
- Rugilė Niparaviciene
- Irina Poltoratskaïa
- Bojana Popović
- Valentina Radulović
- Maja Savić
- Rikke Schmidt

(Line Hovgaard, Stina Madsen et Lene Möller ne jouent pas la finale)

## Meilleures buteuses
Les meilleures buteuses sont :
| Rang | Joueuse        | Equipe                | Buts |
| ---- | -------------- | --------------------- | ---- |
| 1    | Tanja Logvin   | Hypo Niederösterreich | 85   |
| 1    | Bojana Popović | Slagelse FH           | 85   |
| 3    | Olga Buyanova  | Kometal GP Skopje     | 74   |